# チキン・リトル
チキン・リトル（Chicken Little）は、
1. イギリスの寓話。頭に木の実が落ちてきたのを空が落ちてくると勘違いしたヒヨコの話。転じて悲観論者をさす慣用句としても用いられる。ヘニー・ペニー (Henny Penny) とも。
2. 1.を題材にしたディズニー制作のアニメ映画。1943年版と2005年版の2作品がある。本項で解説。

## 1943年版
ウォルト・ディズニー・プロダクション製作の短編映画。アメリカでは1943年12月17日に公開された。日本では劇場公開されておらず、『きつねとヒヨコ』という邦題でビデオ及びレーザーディスクが発売されている。

### あらすじ
柵に囲まれた農場でニワトリやアヒルたちが平和に暮らしていた。しかし、そこへ腹を空かせたキツネのフォクシー・ロクシーがやってきた。柵を越えられない上に農場主の銃を恐れたフォクシーは、心理学の本を参考にニワトリたちを騙すことにする。ターゲットをチキン・リトルにしたフォクシーは神の名を騙り「空が落ちてくるから全速力で逃げるのだ」と告げる。
すっかり騙されたチキン・リトルは農場の中を駆け回り「空が落ちてくる」と大騒ぎする。しかし、ニワトリたちのリーダーである冷静なコッキー・ロッキーが現れ、「空は落ちてこない」と断言し全員を落ち着かせてしまう。作戦が失敗したフォクシーはまた心理学の本を参考にしてコッキー・ロッキーに関する嘘の噂を流す。噂が広がる内にどんどん尾ひれがつき、コッキー・ロッキーはニワトリたちからの信頼を一気に失ってしまった。そして、フォクシーはチキン・リトルを「お前がリーダーになってみんなを救うのだ」と唆す。
ニワトリたちはコッキー・ロッキーではなくチキン・リトルを信じることにした。どう対処したらいいのかわからないチキン・リトルにフォクシーは「洞穴へ行け」と言う。それを聞いたチキン・リトルが「洞穴へ行くんだ！」と叫ぶと、ニワトリたちは大慌てで柵を突き破って洞穴へ向かう。洞穴に駆け込んだニワトリたちは待ち構えていたフォクシーに食べられてしまった。この展開にナレーターも驚いて「これでおしまいかい？」と言うと、フォクシーはふてぶてしく言い放つ、「たまにはこういう終わりがあってもいいだろう？」。

### スタッフ
- 製作：ウォルト・ディズニー
- 監督：クライド・ジェロニミ
- 原画：ウォード・キンボール、ミルト・カール、オリー・ジョンストン、ジョン・ラウンズベリー、ノーマン・テイト

### キャスト
原語版はナレーションを含めて全てのキャラクターをフランク・グラハムが演じている。ニワトリやアヒルの鳴き声のみ、フローレンス・ギル（ニワトリ）とクラレンス・ナッシュ（アヒル）が担当している。なお、吹き替え版では個別に声優が振り当てられた。
- チキン・リトル：土井美加
- フォクシー・ロクシー：牛山茂
- コッキー・ロッキー：吉水慶
- グーシー・プーシーとダッキー・ラッキー：関時男・小山武宏
- ナレーション：江原正士

## 2005年版
アメリカ合衆国では2005年11月4日に公開、日本では同年12月23日に公開された。また、一部上映館では3D版が上映された。3D版の上映方式はディズニーデジタル3-D（RealD社の立体視技術を用いた方式で、専用の眼鏡をかけて鑑賞する、デジタル処理による3D映画）で、『チキン・リトル』で初めて導入された。日本でもAMCイクスピアリ16とワーナー・マイカル・シネマズ多摩センターで3D版が公開された。日本で公開されたディズニー長編アニメーション映画としては、最後のVHS版発売作品となった。次作『ルイスと未来泥棒』以降は、DVD及びBDのみの発売となる。
日本語吹き替え版では、主人公チキン・リトルの父親バック・クラックを中村雅俊が演じることが話題となった。
エンディングではジョー・グラントの追悼シーンが存在する。
ウォルト・ディズニー・アニメーション・スタジオの長編映画が日本で12月に公開されたのは2001年公開の「アトランティス/失われた帝国」以来4年ぶりとなる。また､本作以降のウォルト・ディズニー・アニメーション・スタジオでは日本と同様､アメリカ合衆国と46作目から通常順のシリーズとなる。

### あらすじ
チキン・リトルは野球選手の父を持つ、とってもチビな男の子（ニワトリ）。いつも大きな眼鏡をかけていて、頑張ればいつかヒーローになれると信じている。友達には、見た目は良くないけど心はとても純粋で何にでも前向きなアヒルの女の子アビーや、のんびり屋だけど怖がりで太っちょのブタのラント、友達思いでお調子もののフィッシュ（魚）がいる。
ある日、リトルが街の中で、「空が落っこちてくる!」と騒いだために、街中が大混乱に陥った。暴走する消防車、逃げまわる市民、慌てふためく大人たち。だが、当のリトルは「交通標識みたいな物」が空から剥がれ落ちてきたなどと言うばかりで、肝心の「空の破片」も見付からない。
リトルは街中から嘘つき呼ばわりされ、意地悪なクラスメイトからも散々に馬鹿にされる。何より彼が辛かったのが、愛する父親バック・クラックにも信じてもらえなかった事だ。そんな失意の日々の中、再び彼に汚名返上・名誉挽回のチャンスが訪れる。彼は少年野球の試合で、奇跡のような逆転サヨナラ・ランニングを見せたのだ。
だがそんな栄光も、また落ちてきた「空のカケラ」の前に、危うく消し飛びそうになる。流石に前回のような軽率な行動を起すわけにも行かないリトルは、発見した空のカケラを仲良しの友達にだけ教えたが、そのカケラが突然空を飛び始め、友達のフィッシュが連れ去られてしまった。リトルたちは、さらわれた友達をUFOから助け出したが、いっしょに宇宙人の子供が付いて来たから、さあ大変。街中の空が割れたかと思うと、おびただしい数のUFOが攻めてきたのだった!

### スタッフ
- 監督：マーク・ディンダル
- 製作：ランディ・フルマー
- 原案：マーク・ディンダル、マーク・ケネディ
- 脚本：スティーブ・ベンチック、ロン・J・フリードマン、ロン・アンダーソン
- 編集：ダン・モリナ
- 音楽：ジョン・デブニー
- VFX：ILM

- 日本語版主題歌：岡本真夜「いつかきっと」

### キャスト（声の出演）
| 役名                                | 原語版声優                                             | 日本語吹き替え    |
| ----------------------------------- | ------------------------------------------------------ | ----------------- |
| チキン・リトル                      | ザック・ブラフ                                         | 山本圭子          |
| バック・クラック                    | ゲイリー・マーシャル                                   | 中村雅俊          |
| ラント                              | スティーヴ・ザーン                                     | 朝倉栄介          |
| アビー                              | ジョーン・キューザック                                 | 小島幸子          |
| ターキー・ラーキー市長              | ドン・ノッツ                                           | 野沢那智          |
| ウォーレンズワース先生              | パトリック・スチュワート                               | 石塚運昇          |
| フォクシー・ロクシー                | エイミー・セダリス                                     | 深見梨加          |
| 校長                                | ウォーレス・ショーン                                   | 稲葉実            |
| 犬のアナウンサー                    | ハリー・シェアラー                                     | 大塚芳忠          |
| カービー                            | ショーン・エルモア イヴァン・ダン マシュー・ジョステン | 原語版流用 ＋不明 |
| メルビン (エイリアンパパ)           | フレッド・ウィラード                                   | 大友龍三郎        |
| ティナ (エイリアンママ)             | キャサリン・オハラ                                     | 三石琴乃          |
| エイリアンの警官                    | パトリック・ウォーバートン                             | チョー            |
| エース (ハリウッドのチキン・リトル) | アダム・ウェスト                                       | 楠大典            |
| モーキュパイン・ポーキュパイン      | マーク・ディンダル                                     | 楠大典            |
| コーチ                              | マーク・ディンダル                                     | 三宅健太          |
| ロドリゲス                          | ジョー・ホワイト                                       | 不明              |
| ドングリのマスコット                | ジョー・ホワイト                                       | 多田野曜平        |
| アンパイア                          | ジョー・ホワイト                                       | 不明              |
| ラントのママ                        | ケリー・フーヴァー                                     | 清原久美子        |
| ハリウッドのフィッシュ              | ウィル・フィン                                         | 竹若拓磨          |
| ハリウッドのアビー                  | ダラ・マクギャリー                                     | 豊嶋真千子        |
| ハリウッドのラント                  | マーク・ケネディ                                       | 三宅健太          |
| フィッシュ                          | ダン・モリーナ                                         | 原語版流用        |
| グーシー・ルーシー                  | マーク・ウォルトン                                     | 原語版流用        |

- その他：落合弘治、渡辺英雄、伊丸岡篤、山口登、大須賀純、川庄美雪、姫野惠二、杉本征哉、石井雄大、井手悟、今出東二、駒村多恵、高橋なんぐ、高村公平、西田たかのり、蓮見直樹、福島智之、松村玲郎、宮根誠司、宮城なつき

### 評価
レビュー・アグリゲーターのRotten Tomatoesでは163件のレビューで支持率は36%、平均点は5.4/10となった。Metacriticでは32件のレビューを基に加重平均値が48/100となった。

## ゲーム
いずれも2005年版を題材にしたもの。
チキン・リトル
2005年12月15日にディースリー・パブリッシャーから発売された、PlayStation 2、ニンテンドー ゲームキューブ、ゲームボーイアドバンス用ソフト。海外ではXbox版も発売された。Windowsへの移植も存在する。
チキン・リトル 宇宙最強のチーム
2007年4月12日にディズニー・インタラクティブ・スタジオから発売されたニンテンドーDS用ソフト。海外ではWii、PS2版も発売された。